# Заманський Володимир Петрович
Володи́мир Петро́вич Зама́нський (* 6 лютого 1926, Кременчук, УРСР, СРСР) — радянський і російський актор театру і кіно. Заслужений артист РРФСР (1974). Народний артист РРФСР (1988).

## Біографія
Ріс без батька, а в 1941 році, коли до міста увійшли німці, залишився і без матері.
У 1944—1945 роках служив в армії. У 1942 році Заманський став курсантом Ташкентського політехнікуму зв'язку, а в 1943 р. його закликали до лав Червоної Армії. У червні 1944 року радистом самохідного полку № 1223 брав участь у прориві 2-го Білоруського фронту під Оршею. У складі цього полку з невеликою перервою через поранення прослужив до кінця війни. Після війни у складі Північної групи військ продовжив службу в лавах Радянської Армії.
У 1950 році за участь у побитті командира взводу був засуджений на дев'ять років таборів. Разом з іншими ув'язненими працював на будівництвах Харкова, будував Московський університет. За висотні, небезпечні для життя роботи термін було скорочено.
У 1958 році закінчив школу-студію МХАТ (курс Г. А. Герасимова).
У 1958—1966 — актор московського театру «Современник» (Сучасник).
У 1972—1980 роках — актор театру-студії кіноактора, далі працював за договорами.
Дебютував у кінематографі в 1959 році. Зіграв у кіно, телеспектаклях і серіалах понад вісімдесят ролей — переважно військових, партійних і виробничих працівників.
У 1998 році вирішив покинути світське товариство, кинув кіно, переїхав до Мурома, де й досі живе, займаючись домашнім господарством.

## Нагороди
- Медаль «За відвагу» (1945)
- Орден Вітчизняної війни II ступеня (1985)
- Лауреат Державної премії СРСР (1988 — за роль Олександра Лазарєва у фільмі «Перевірка на дорогах»)
- Орден Пошани (2009)
- Почесний громадянин Мурома (2013)

## Фільмографія (неповна)
- «Коток і скрипка» (1960, к/м, Сергій)
- «На семи вітрах» (1962, Володимир Васильєв, старший лейтенант)
- «Три доби після безсмертя» (1963, кіностудія Довженка, капітан-лейтенант)
- «Поки жива людина» (1963, Павло Широков)
- «Будується міст» (1965, парторг будівництва Перов)
- «Не найвдаліший день» (1966, Митя Степанов)
- «Людина без пашпорту» (1966, «Білий», він же Олександр Матвійович Рябич)
- «Прощавай» (1966, Одеська кіностудія, новий комдив)
- «Першоросіяни» (1967, Василь)
- «Результат» (1967, чекіст)
- «Карантин» (1968, Київська кіностудія, лікар Махов)
- «Випадок зі слідчої практики» (1968, Одеська кіностудія, Семен Сухарєв)
- «Не жити мені без тебе, Юста» (1969, Ризька кіностудія)
- «Місія в Кабулі» (1970, Олексій Рєпін, воєн. радник)
- «Біг» (1970, товариш Баєв)
- «Інспектор карного розшуку» (1971, кіностудія Довженка, «Кріт», грабіжник-рецидивіст)
- «Перевірка на дорогах» (1971, Олександр Лазарєв)
- «Соляріс» (1972, Кріс Кельвін — озвучування ролі Донатаса Баніоніса)
- «Крапка, крапка, кома…» (1972, Каретников, тато Жені)
- «Віра, Надія, Любов» (1972, кіностудія Довженка, Матвій Філімонов, революціонер)
- «Тут наш будинок» (1973, Олексій Чешков)
- «Виліт затримується» (1974, Бакченін Сергій Петрович, офіцер-розвідник)
- «Небо зі мною» (1974, Дмитро Грибов)
- «Киш і Двапортфеля» (1974, завуч Пал Палич)
- «Земляки» (1974, секретар Райкому)
- «Повітроплавець» (1975, Лев Мацієвич)
- «Єдина» (1975, Григорій Валер'янович Татаринцев)
- «Два капітани» (1976, доктор Іван Іванович)
- «Довга, довга справа...» (1976, Федір Гаврилович, заступник прокурора)
- «Друга спроба Віктора Крохіна» (1977, Станіслав Олександрович)
- «У зоні особливої уваги» (1977, полковник, командир полку «Південних»)
- «Пил під сонцем» (1977, есер Шитов)
- «Чужа» (1978, Олексій Путятін)
- «Незручна людина» (1978, кіностудія Довженка, Григорій Верстов)
- «Циган» (1979, Одеська кіностудія, Привалов)
- «Алегро з вогнем» (1979, Одеська кіностудія, Іванков)
- «Сімейне коло» (1979, кіностудія Довженка, Медведєв)
- «Сталкер» (1979, телефонний співрозмовник Професора (голос)
- «Канікули Кроша» (1980, вітчим Костя)
- «Ми смерті дивилися в обличчя» (1980, полковий комісар)
- «Не стріляйте в білих лебедів» (1980, Михайло Матвійович, турист)
- «Остання втеча» (1980, Горбатов)
- «Хто заплатить за удачу» (1980)
- «Мелодія на два голоси» (1980)
- «Очікування полковника Шалигіна» (1981, Одеська кіностудія, Георгій Валеріанович — озвучування ролі Віктора Плюта)
- «Грибний дощ» (1981, Михал Михалич)
- «День командира дивізії» (1983, командир полку Засмолін)
- «Берег» (1984, Зикін)
- «Сніг у липні» (1984, Одеська кіностудія, Возников)
- «Поживемо — побачимо» (1985, Одеська кіностудія, Яков Степанович)
- «Скорботна бездушність» (1986, Мадзіні)
- «Розмах крил» (1986, Васильков, штурман)
- «Міф» (1986, Єгор)
- «Там, де нас немає» (1986, Олександр Михайлович)
- «Завтра була війна» (1987, Люберецький)
- «Гражданин убегающий» (рос.) (1989, к/м, Павло)
- «Дні затемнення» (1988, Снеговой)
- «Корабель» (1988, Льоня)
- «Сто днів до наказу» (1990, невідомий)
- «Ботанічний сад» (1997, Петро Миколайович) та ін.